# Ronde van Colombia (vrouwen)
De Ronde van Colombia voor vrouwen of Vuelta a Colombia Femenina wordt vanaf 1987 verreden, met een onderbreking tussen 1993-2015. Tot en met 2017 werd de wedstrijd verreden onder de noemer Vuelta a Colombia Femenina Oro y Paz. Vanaf 2016 heeft de wedstrijd de 2.2-status. De Française Jeannie Longo won de eerste twee edities. Thuisrijdster Ana Sanabria is samen met Lilibeth Chacón uit Venezuela met drie overwinningen recordhoudster.

## Erelijst
| Jaar                            | Winnares         | Tweede             | Derde             |
| ------------------------------- | ---------------- | ------------------ | ----------------- |
| 1987                            | Jeannie Longo    | Imelda Chiappa     | Cécile Odin       |
| 1988                            | Jeannie Longo    | Cécile Odin        | Virginie Lafargue |
| 1989                            | Lucila Rodríguez | Rasa Polikevičiūtė | Nelly Alba        |
| 1990                            | Rosa Aponte      |                    |                   |
| 1991                            | Natalya Grinina  | Evelyne Müller     | Nelly Alba        |
| 1992                            | Maritza Corredor | Nelly Alba         | Rosa Aponte       |
| niet verreden van 1993 t/m 2015 |                  |                    |                   |
| 2016                            | Ana Sanabria     | Lilibeth Chacón    | Lorena Colmenares |
| 2017                            | Ana Sanabria     | Lilibeth Chacón    | Liliana Moreno    |
| 2018                            | Ana Sanabria     | Liliana Moreno     | Marcela Prieto    |
| 2019                            | Aranza Villalón  | Camila Valbuena    | Natalia Muñoz     |
| 2020                            | Miryam Núñez     | Lorena Colmenares  | Marcela Hernández |
| 2021                            | Lilibeth Chacón  | Aranza Villalón    | Miryam Núñez      |
| 2022                            | Diana Peñuela    | Marcela Hernández  | Anet Barrera      |
| 2023                            | Lilibeth Chacón  | Diana Peñuela      | Ana Sanabria      |
| 2024                            | Lilibeth Chacón  | Nadia Gontova      | Estefanía Herrera |
| 2025                            | Diana Peñuela    | Jessenia Meneses   | Stefania Sanchez  |

### Meervoudige winnaars
| Zeges | Renster         | Jaren            |
| ----- | --------------- | ---------------- |
| 3     | Ana Sanabria    | 2016, 2017, 2018 |
| 3     | Lilibeth Chacón | 2021, 2023, 2024 |
| 2     | Jeannie Longo   | 1987, 1988       |
| 2     | Diana Peñuela   | 2022, 2025       |

### Overwinningen per land
| Zeges | Land                        |
| ----- | --------------------------- |
| 8     | Colombia                    |
| 3     | Venezuela                   |
| 2     | Frankrijk                   |
| 1     | Chili, Ecuador, Sovjet-Unie |